# Saguenéens de Chicoutimi (1949-1959)
Pour les articles homonymes, voir Saguenéens de Chicoutimi (homonymie).
Les Saguenéens de Chicoutimi sont une équipe de hockey sur glace de la ligue de hockey senior du Québec (LHSQ) (1949-1953) puis de la ligue senior du Québec (LSQ) (1953-1959).

## Ligue de hockey senior du Québec (LHSQ) de 1949 à 1953
Les Saguenéens de Chicoutimi évoluent dans la LHSQ durant 4 saisons. Le coach durant trois saisons (1949-1950, 1951-1952 et 1952-1953) fut Roland Hebert.

## Ligue de hockey senior du Québec (LSQ) de 1953 à 1959
Les Saguenéens évoluent cette fois ci dans la LSQ durant 6 saisons. L'entraîneur pour la saison de 1954-1955 est Roland Hebert, celui de la saison suivante Gerry Plamondon.
Ils perdent deux fois, durant la première (1953-1954) et la seconde (1954-1955) saison, au premier tour. Ils perdent en final de la saison de 1957-1958.
L'équipe est dissoute en 1959.

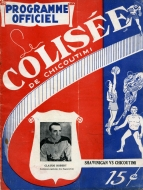
L'affiche du programme des jeux de Chicoutimi, auxquels participent pour la première fois les Saguenéens de Chicoutimi en 1949-1950.
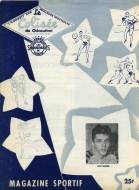
L'affiche des jeux de Chicoutimi pour la saison 1957-1958, saison ou l'équipe perd en finale.
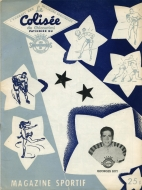
L'affiche des jeux de Chicoutimi pour la saison 1953-1954.